# Unity (gebruikersomgeving)
Unity is een grafische schil voor de werkomgeving GNOME, ontwikkeld door Canonical voor het besturingssysteem Ubuntu. Unity werd voor het eerst meegeleverd met de netbookversie van Ubuntu 10.10. De schil is ontworpen om efficiënt gebruik te maken van de beperkte schermgrootte van netbooks. Daarom is bijvoorbeeld de werkbalk waar van programma gewisseld kan worden (de starter) verticaal ontworpen en schuift het menu van een gemaximaliseerd venster in de titelbalk. Dit staat in de computerwereld bekend als globaal menu.
In tegenstelling tot werkomgevingen als GNOME, KDE, Xfce of LXDE, is Unity geen werkomgeving met een verzameling programma's, maar maakte het gebruik van bestaande GTK+-programma's.

## Geschiedenis
Op 5 april 2017 maakte Mark Shuttleworth (de oprichter en toenmalig bestuursvoorzitter van Canonical) bekend dat de ontwikkeling van Unity onmiddellijk werd gestaakt. De reden hiervoor was dat Canonical Unity niet langer commercieel levensvatbaar achtte en besloot daarom om in plaats van Unity gebruik te maken van GNOME. Er bleven echter nog wel uitgaven van Ubuntu met Unity verschijnen, waarvan anno 2024 de recentste gebaseerd is op Ubuntu 24.04. Deze versies worden door de gemeenschap gemaakt, die ook Unity 7 (de recentste versie die Canonical ontwikkelde) onderhoudt.

### Lomiri
UBports, die Ubuntu Touch overnam, nam ook Unity over, in eerste instantie om Ubuntu Touch door te ontwikkelen, maar ook om aan een desktopversie te werken. In eerste instantie werd onder de naam Unity8 gewerkt, maar in 2020 werd Unity8 hernoemd naar Lomiri. Een eerste, vooraf vrijgegeven desktopversie werd in april 2024 uitgebracht.

## Onderdelen
- Dash: de startknop waarmee programma's vanuit het overzicht gestart kunnen worden;
- Starter: de zijbalk waarmee programma's gestart kunnen worden en gewisseld kan worden tussen openstaande programma's;
- Snellijst: het rechtermuisknopmenu van een programma op de starter;
- Indicatoren (applets): een systeemvak waarin een programma een pictogram kan registreren en hieraan acties kan koppelen.